# Serra de la Vall d'Àngel
La Serra de la Vall d'Àngel és una alineació muntanyosa del País Valencià. Es troba a l'interior de la província de Castelló, a la comarca del Baix Maestrat. La serra de la Vall d'Àngel s'estén per uns 23 km a l'est dels municipis de Sant Mateu (Baix Maestrat) i la Salzadella. Limita amb l'extrem nord-occidental del massís de les Talaies d'Alcalà i formant un conjunt orogràfic amb aquestes. La part sud i sud-est d'aquesta cordillera s'estén pel terme d'Alcalà de Xivert. La rambla d'Alcalà neix a la serra de la Vall d'Àngel. Aquesta serra pertany al Sistema Ibèric però presenta una orientació catalànides (NE-SO), paral·lela a la línia de costa i retirada a l'interior de la província de Castelló. La vegetació és mediterrània i baixa, tot i que hi ha algunes repoblacions de pinedes. La major altitud de serra de la Vall d'Àngel és de 715 m, essent lleugerament superior a l'altura màxima de la veïna Serra de les Talaies.

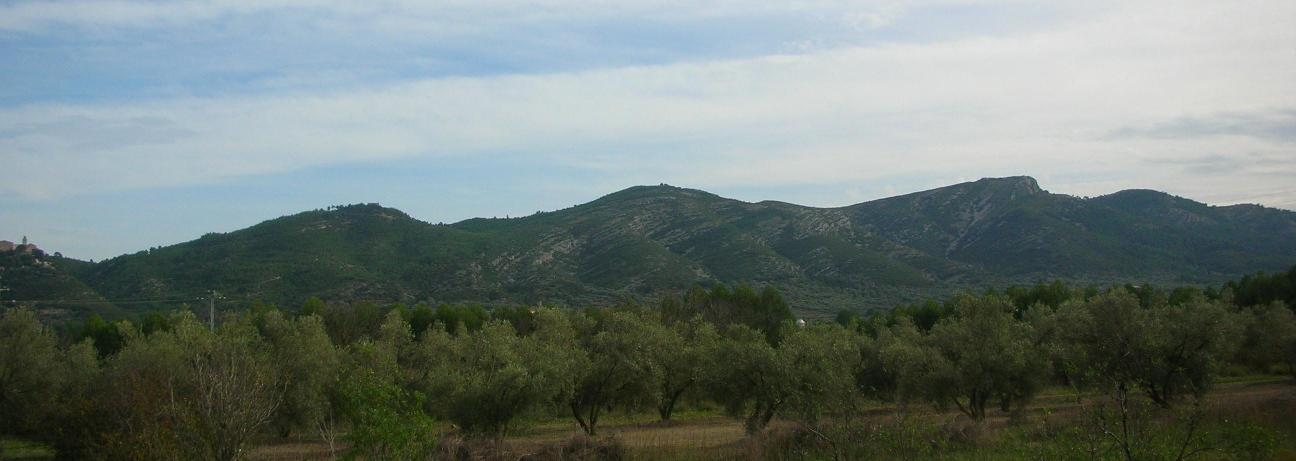
Part nord de la serra de la Vall d'Àngel a l'altura de Sant Mateu, vessant oest. (Ermita de la Mare de Déu dels Àngels al cim del turó de l'esquerra.)

L'ermita de la Mare de Déu dels Àngels, construcció del segle xvii, es troba a l'extrem nord de la serra en el vessant que mira cap al poble de Sant Mateu. La serra de la Vall d'Àngel va ser l'escenari d'operacions militars durant les Guerres Carlines i també el 1938 durant la guerra civil espanyola, apareixent als documents i mapes en l'idioma castellà com a "Sierra de la Valdancha".